# Rue Barrelet-de-Ricou
Pour les articles homonymes, voir Barrelet et Ricou.
La rue Barrelet-de-Ricou est une voie du 19e arrondissement de Paris, en France.

## Situation et accès
La rue Barrelet-de-Ricou est une voie publique située sur la butte Bergeyre. Elle débute au 89, rue Georges-Lardennois et se termine rue Philippe-Hecht. 
Elle communique par un escalier avec l'avenue Simon-Bolivar.

## Origine du nom
Cette voie porte le nom d'un ancien directeur de la Lloyd's Bank. Barrelet-de-Ricou était un résident suisse. Faisant partie de la Résistance, il fut arrêté en 1945.

## Historique
Cette rue ouverte en 1927 sur l'emplacement du stade Bergeyre, dans un lotissement appartenant à M. Pélissier, prend sa dénomination actuelle en 1928.